# Lutz (Name)
Lutz ist ein männlicher Vorname (Kurzform von Ludwig bzw. Lucius) und ein Familienname.

## Verbreitung
In Deutschland wird der Name seit 1930 regelmäßig bei der Namenswahl berücksichtigt. Besonders beliebt war Lutz in den 1960er Jahren, als er durchschnittlich zu den Top-50 gehörte. In den letzten 10 Jahren wurde der Name etwa 1.100 Mal vergeben. In Österreich kommt der Name Lutz seit 1984 sporadisch in der Namensgebung vor. Die letzte Vergabe fand im Jahr 2022 statt. Von 1984 bis 2023 wurden circa 20 Jungen so genannt. Der Name befand sich in der Schweiz von Mitte der 1930er bis Anfang der 1990er Jahre fast jährlich in den Hitlisten, danach wurde er nur noch selten vergeben. Von 1930 bis 2023 wurde er etwa 350 Mal gewählt.

Der Name wird in den nordischen Ländern Dänemark, Norwegen und Schweden selten vergeben.

## Namensträger

### Vorname
- Lutz Bachmann (* 1973), deutscher politischer Aktivist
- Lutz Bernsau (* 1954), deutscher Künstler und Designer
- Lutz Brinkmann (* 1975), deutscher Politiker (CDU)
- Lutz Dombrowski (* 1959), deutscher Leichtathlet
- Lutz Eckart (1919–2000), deutscher Kunstmaler
- Lutz Eigendorf (1956–1983), deutscher Fußballspieler
- Lutz Espig (* 1949), deutscher Schachspieler
- Lutz Fischer (* 1967), Schweizer Politiker
- Lutz Geldsetzer (1937–2019), deutscher Philosoph
- Lutz Grumbach (* 1941), deutscher Grafiker und Ausstellungsgestalter
- Lutz Hachmeister (1959–2024), deutscher Hochschullehrer für Journalistik, Sachbuchautor und Filmproduzent
- Lutz Heinrich (1954–2023), deutscher Rockmusiker, Sänger, Komponist sowie Gitarrist der Gruppe Renft
- Lutz Helmig (* 1946), deutscher Unternehmer
- Lutz van der Horst (* 1975), deutscher Comedy-Autor, Komiker und Fernsehmoderator
- Lutz Kirchhof (* 1953), deutscher Musiker, Lautenist
- Lutz Lenz (1942–2022), deutscher Klassischer Philologe und Hochschullehrer
- Lutz Lienenkämper (* 1969), deutscher Politiker (CDU)
- Lutz Lindemann (* 1949), deutscher Fußballspieler
- Lutz Mackensy (* 1944), deutscher Schauspieler und Synchronsprecher
- Lutz Mez (* 1944), deutscher Politikwissenschaftler
- Lutz Mohr (* 1944), deutscher Historiker und Publizist
- Lutz Moik (1930–2002), deutscher Schauspieler und Synchronsprecher
- Lutz Partenheimer (* 1957), deutscher Historiker
- Lutz H. Peper (* 1953), deutscher Unternehmer, Bremer Politiker (AFB) und Präses der Handelskammer Bremen
- Lutz Pfannenstiel (* 1973), deutscher Fußballtorwart, Fußballfunktionär
- Lutz Rathenow (* 1952), deutscher Journalist und Schriftsteller
- Lutz Riedel (* 1947), deutscher Schauspieler und Synchronsprecher
- Lutz Röhrich (1922–2006), deutscher Volkskundler und Erzählforscher
- Lutz D. Schmadel (1942–2016), deutscher Astronom
- Lutz Schnell (* 1960), deutscher Schauspieler und Synchronsprecher
- Lutz Schott von Schottenstein († 1484), fränkischer Adeliger
- Lutz Seiler (* 1963), deutscher Schriftsteller
- Lutz Sikorski (1950–2011), deutscher Kommunalpolitiker (Bündnis 90/Die Grünen)
- Lutz Stavenhagen (1940–1992), deutscher Politiker (CDU)
- Lutz Stolberg (* 1964), deutscher Musikjournalist, Radiomoderator
- Lutz Wilde (* 1933), deutscher Kunsthistoriker und Denkmalpfleger

### Familienname

#### A
- Adelle Lutz (* 1948), US-amerikanische Schauspielerin, Kostümbildnerin und Model
- Adolf Lutz (Pfarrer) (1816–1894), Schweizer Pfarrer und Herausgeber
- Adolf von Lutz (Jurist) (1868–1952), deutscher Jurist und Ministerialdirektor
- Adolf Vinzenz Lutz (1860–1896), Schweizer Holzschneider
- Adolfo Lutz (1855–1940), brasilianischer Mediziner, Zoologe und Botaniker
- Albert Lutz (* 1954), Schweizer Kunsthistoriker (Ostasiatische Kunst) und Museumsdirektor
- Alex Lutz (* 1978), französischer Schauspieler, Theaterregisseur (Metteur en Scéne) und Komiker
- Alexander Lutz (* 1964), österreichischer Schauspieler und Musiker
- Alfons Lutz (1903–1985), Schweizer Apotheker und Pharmaziehistoriker
- Alfred Lutz (Grafiker) (1919–2013), deutscher Grafiker und Hochschullehrer
- Alfred Lutz, bekannt als Friedel Lutz (1939–2023), deutscher Fußballspieler
- Alfred Lutz (Heimatforscher), deutscher Heimatforscher (Heimsheim, Strohgäu)
- Alfred Lutz (Historiker) (* 1963), deutscher Historiker (Ravensburg, Oberschwaben)
- Alois Lutz (1898–1918), österreichischer Eiskunstläufer
- Andreas Lutz (Zimmerer) (Heinrich Richard Andreas Jakob Lutz; Heinrich Jakob Lutz; 1728–1794), deutscher Zimmerer und Hofzimmermeister
- Andreas Lutz (Gewichtheber), deutscher Gewichtheber
- Andreas Lutz (Philosoph) (1876–1950), banatschwäbischer Philosoph und Volkskundler
- Andreas Lutz (Autor) (* 1966), deutscher Sachbuchautor
- Andreas Lutz (Ruderer) (* 1970), deutscher Ruderer
- Andreas Lutz (Künstler) (* 1981), deutscher Medienkünstler
- Andreas Lutz (Eishockeyspieler) (* 1986), italienischer Eishockeyspieler
- Andres Lutz (* 1968), Schweizer Künstler
- Angelika Lutz (* 1949), deutsche Anglistin und Hochschullehrerin
- Anja Rathmann-Lutz (* 1976), deutsche Mediävistin
- Anke Lutz (* 1970), deutsche Schachspielerin
- Anna Lutz (* 2000), Schweizer Beachvolleyballspielerin
- Anton Lutz (Maler) (1894–1992), österreichischer Maler
- Anton Lutz (Politiker, 1908) (1908–2002), österreichisch-deutscher Politiker, Reichstagsabgeordneter
- Anton Lutz (Fußballspieler, 1911) (1911–1985), deutscher Fußballspieler
- Anton Lutz (Politiker, 1921) (1921–2004), deutscher Politiker (CDU), MdL Baden-Württemberg
- August Lutz, deutscher Miniaturmaler
- August Lutz (Maler, 1835) (1835–1895), Schweizer Glasmaler

#### B
- Bartholomäus Lutz (1684–1756), deutscher Jesuit, Theologe und Kirchenrechtler
- Bernd Lutz (Verleger) (1940–2022), deutscher Verleger, Lektor und Autor
- Bernd Lutz (Theologe) (* 1956), deutscher Theologe und Hochschullehrer
- Bernhard Lutz (* 1955), deutscher Redakteur und Historiker
- Bertha Lutz (1894–1976), brasilianische Zoologin
- Birgit Lutz (* 1974), deutsche Journalistin, Schriftstellerin und Abenteuerreisende
- Bob Lutz (* 1932), US-amerikanischer Industriemanager, siehe Robert A. Lutz
- Bob Lutz (Tennisspieler) (* 1947), US-amerikanischer Tennisspieler
- Brigitte Lutz-Westphal (* 1971), deutsche Mathematikdidaktikerin und Hochschullehrerin
- Bruno Lutz (1889–1964), deutscher Filmarchitekt
- Burkart Lutz (1925–2013), deutscher Soziologe

#### C
- Carl Lutz (1895–1975), Schweizer Diplomat
- Carl Wolfgang Lutz (1878–1946), deutscher Geophysiker
- Caspar Lutz (1830–1898), deutscher Oberpflegeamtsdirektor am Juliusspital
- Catherine Lutz (* 1952), US-amerikanische Anthropologin
- Charlotte Lutz (* 2005), französische Tischtennisspielerin
- Christian Lutz (Fotograf) (* 1973), Schweizer Fotograf
- Christian Lutz (Fußballspieler) (* 1975), deutscher Fußballspieler
- Christian Lutz (Tennisspieler) (* 1976), deutscher Tennisspieler
- Christiane Lutz (* 1980), deutsche Opernregisseurin
- Christopher Lutz (* 1971), deutscher Schachspieler
- Cindy Lutz (* 1978), deutsche Politikerin (CDU)
- Cora Elizabeth Lutz (1906–1985), US-amerikanische Sprach- und Buchwissenschaftlerin

#### D
- David Lutz, US-amerikanischer Pianist und Liedbegleiter
- Davina Lutz (* 1994), deutsche Fußballschiedsrichterin
- Dieter Lutz (Mediziner) (1943–2017), österreichischer Hämatologe und Onkologe
- Dieter Lutz (Mathematiker) (* 1943), deutscher Mathematiker
- Dieter Lutz (Jurist) (* 1951), deutscher Rechtsanwalt und Wirtschaftsprüfer
- Dieter S. Lutz (1949–2003), deutscher Politikwissenschaftler, Hochschullehrer und Friedensforscher
- Dietmar Lutz (* 1941), deutscher Jurist und Autor
- Dietrich Lutz (1940–1999), deutscher Archäologe und Konservator
- Donald Lutz (* 1989), deutsch-US-amerikanischer Baseballspieler
- Donald A. Lutz (* 1940), US-amerikanischer Mathematiker

#### E
- Eckart Conrad Lutz (* 1951), deutscher Germanist
- Edmund Johannes Lutz (1913–2004), deutscher Autor und Verleger
- Eduard von Lutz (1810–1893), bayerischer General und Politiker
- Eduard Lutz (1856–1915), hessischer Gutsbesitzer und Landtagsabgeordneter
- Egon Lutz (1934–2011), deutscher Politiker (SPD)
- Elena Alvarez Lutz (* 1964), deutsch-spanische Regisseurin, Drehbuchautorin, Publizistin und Synchronsprecherin
- Élisabeth Lutz (1914–2008), französische Mathematikerin
- Elisabeth Bubolz-Lutz (* 1949), deutsche Geragogin und Hochschullehrerin
- Emil Lutz (1849–1933/1934), deutscher Bibliothekar
- Eric Lutz, französischer theoretischer Physiker
- Erich Lutz (Komponist) († 1959), deutscher Komponist
- Erich Lutz (Versicherungsmanager) (1927–1987), Schweizer Versicherungsmanager
- Erich Lutz (Ingenieur) (* 1950), deutscher Ingenieur
- Ernst Lutz (Komponist) (1887–1930), österreichischer Komponist, Dirigent und Kapellmeister
- Ernst Lutz (Maler) (1941–2008), deutscher Maler und Grafiker
- Ernst-Heinrich Lutz (* 1946), Generalmajor der Bundeswehr
- Erwin Lutz (1908–1972), österreichischer Gerechter unter den Völkern
- Erwin Lutz (Radsportler) (1938–2025), Schweizer Radsportler
- Erwin Lutz-Waldner (1912–1975), österreichischer Maler
- Eugen Lutz (1882–1922), württembergischer Oberamtmann
- Eugen Lutz (Versicherungsmanager) (vor 1894–1961), Schweizer Versicherungsmanager
- Eugen Lutz (Musiker) (1910–nach 1955), deutscher Klarinettist
- Eva Lutz (Modedesignerin) (* 1958), deutsche Modedesignerin
- Eva Lutz (Radsportlerin) (* 1979), deutsche Radsportlerin

#### F
- Florian Lutz (Szenenbildner) (* 1970), deutscher Szenenbildner
- Florian Lutz (Regisseur) (* 1979), deutscher Opernregisseur
- Frank Lutz (1946–2001), deutscher Rechtsanwalt und Politiker (CDU), MdBB
- Franz Lutz (Polizeipräsident) (* 1957), deutscher Polizeibeamter, Polizeipräsident von Stuttgart
- Franz Michael Lutz (1849–1913), deutscher Jurist
- Frederick Lutz (1850–1935), deutsch-amerikanischer Sprachwissenschaftler
- Friedel Lutz (1939–2023), deutscher Fußballspieler
- Frieder Lutz (* 1939), deutscher Veterinärmediziner und Hochschullehrer
- Friedrich Lutz (1852–1918), deutscher Brauereibesitzer, Landwirt und Politiker, MdR
- Friedrich Stenger-Lutz (* 1949), deutscher Bratschist
- Friedrich A. Lutz (1901–1975), deutscher Wirtschaftswissenschaftler
- Friedrich Bernhard Jakob Lutz (1785–1861), Schweizer Arzt und Politiker
- Fritz Lutz (1917–1995), deutscher Lehrer und Heimatforscher

#### G
- Garielle Lutz (* 1955), US-amerikanische Schriftstellerin
- Georg Lutz (Theologe) (1889–1964), deutscher Theologe
- Georg Lutz (Mediziner) (1892–1957), deutscher Bakteriologe, Hygieniker und Hochschullehrer
- Georg Lutz (Fußballspieler) (1915–nach 1950), deutscher Fußballspieler
- Georg Lutz (Historiker) (1935–2004), deutscher Neuzeithistoriker
- Georg Lutz (Politikwissenschaftler) (* 1971), Schweizer Politikwissenschaftler und Hochschullehrer
- Gerhard Lutz (Volkskundler) (1927–2020), deutscher Volkskundler
- Gerhard Lutz (Physiker) (1939–2017), österreichischer Physiker
- Gerhard Lutz (Künstler) (* 1942), deutscher Fotograf und Keramiker
- Gerhard Lutz (Kunsthistoriker) (* 1965), deutscher Kunsthistoriker
- Gertrud Lutz (1910–1944), deutsche Widerstandskämpferin
- Gertrud Lutz-Fankhauser (1911–1995), Schweizer Diplomatin und Humanistin
- Gottfried Lutz (1893–1963), Schweizer Bauingenieur
- Günter Lutz (* 1950), deutscher Maler und Zeichner
- Günther Lutz (1910–1946), deutscher Philosoph und Politiker (NSDAP)

#### H
- Hanna Lutz-Sander (1914–2004), Schweizer Malerin
- Hannes Lutz (* 1972), österreichischer Basketballspieler
- Hans Lutz (Steinmetz) (1473–nach 1525), deutscher Steinmetz und Baumeister
- Hans Lutz (Bibliothekar) (1892–1939), Schweizer Bibliothekar
- Hans Lutz (Theologe) (1900–1978), deutscher evangelischer Theologe, Leiter der Sozialakademie Dortmund
- Hans Lutz (Jurist) (1904–nach 1972), deutscher Jurist und Zeitschriftenherausgeber
- Hans Lutz (Musiker) (1922–2008), deutscher Kapellmeister, Komponist und Autor
- Hans Lutz (Tiermediziner) (1946–2024), Schweizer Veterinärmediziner
- Hans Lutz (Radsportler) (* 1949), deutscher Radrennfahrer
- Hans-Dieter Lutz (* 1935), deutscher Architekt und Hochschullehrer
- Hans-Joachim Lutz (* 1969), deutscher Jurist und Richter am Bundesgerichtshof
- Hans-Rudolf Lutz (1939–1998), Schweizer Typograf und Grafiker
- Harald Lutz (* 1938), deutscher Radiologe
- Hartmut Lutz (* 1945), deutscher Amerikanist und Hochschullehrer
- Heini Lutz (* 1936), deutscher Fußballspieler
- Heinrich Lutz (General) (1813–1886), deutscher Generalleutnant
- Heinrich Lutz (Beamter) (1845–1915), Schweizer Postbeamter
- Heinrich Lutz (Historiker) (1922–1986), deutsch-österreichischer Historiker
- Heinz Dieter Lutz (* 1934), deutscher Chemiker und Hochschullehrer
- Heinz Leo Müller-Lutz (1912–1997), deutscher Betriebswirt, Hochschullehrer und Vorstandsmitglied der Allianz Versicherungs-AG
- Helma Lutz (* 1953), deutsche Geschlechterforscherin
- Helmut Lutz (* 1941), deutscher Bildhauer
- Henri Lutz (1864–1919), französischer Komponist
- Herbert Schnierle-Lutz (* 1950), deutscher Autor
- Hermann Lutz (Autor) (1881–1965), deutschamerikanischer Autor
- Hermann Lutz (Politiker) (1892–1959), deutscher Politiker (CSU), MdL Bayern
- Hermann Lutz (Geistlicher) (1919–2008), deutscher Geistlicher
- Hermann Lutz (Polizist) (* 1938), deutscher Polizeibeamter und Gewerkschaftsfunktionär
- Hermann Lutz (Fußballspieler) (* 1951), deutscher Fußballtorhüter
- Holger Lutz (* 1976), deutscher Koch

#### I
- Ines Lutz (* 1983), deutsche Schauspielerin
- Ingrid Lutz (1924–2021), deutsche Schauspielerin

#### J
- Jacob Lutz (1884–1954), deutscher Architekt
- Jakob Lutz (Politiker) (1845–1921), Schweizer Politiker
- Jakob Lutz (SS-Mitglied) (1898–nach 1949), deutscher SS-Angehöriger
- Jakob Lutz (Mediziner) (1903–1998), Schweizer Kinderpsychiater
- Jakob Konrad Lutz (1841–1928), Schweizer Unternehmer und Politiker
- Jessica Lutz (* 1989), Schweizer Eishockeyspielerin
- Jo Lutz (* 1980), australische Ruderin
- Joachim Lutz (1906–1954), deutscher Maler
- Johann Lutz (Theologe) (1714–1763), deutscher evangelischer Theologe, Prediger und Bibliothekar
- Johann von Lutz (1826–1890), deutscher Politiker, bayerischer Kultusminister
- Johann Evangelist Georg Lutz (1801–1882), deutscher römisch-katholischer Geistlicher und später Irvingianer
- Johann Gebhard Lutz (1835–1910), Schweizer Jurist und Politiker
- Johann Jakob Lutz (1753–1791), Schweizer Maler
- Johann Ludwig Samuel Lutz (1785–1844), Schweizer reformierter Theologe und Hochschullehrer
- Johann Peter Lutz (1622–1675), Hochfürstlich Brandenburgischer Rath-Kammermeister
- Johann Wolfgang Lutz (?–1819), deutscher Miniatur-, Porzellan-, Dosenmaler und Fabrikant
- John Lutz (Schriftsteller) (1939–2021), US-amerikanischer Schriftsteller
- John Lutz (Schauspieler) (* 1973), US-amerikanischer Schauspieler
- Jonas Lutz (* 1997), Schweizer Unihockeyspieler
- Jonas Christoph Lutz (1757–1815), deutscher Kaufmann und Abgeordneter
- Jonathan Lutz (* 1997), deutscher Schauspieler und Musiker
- Josef Lutz (Dirigent) (1852–1916), österreichischer Chorleiter und Dirigent
- Josef Lutz (Politiker, 1882) (1882–1965), deutscher Politiker (BVP, CSU)
- Josef Lutz (Mediziner) (1910–1989), deutscher Kinderchirurg
- Josef Lutz (Politiker, 1911) (1911–1998), deutscher Politiker (CDU), MdL Württemberg-Hohenzollern
- Josef Lutz (Politiker, 1912) (1912–1963), deutscher Politiker (SPD), MdL Saarland
- Josef Lutz (Elektrotechniker) (* 1954), deutscher Elektrotechniker
- Josef Fidelis Sebastian Lutz (1822–1885), österreichischer Musikpädagoge und Kapellmeister
- Joseph Lutz (Schauspieler) (auch Joseph Luz; 1789/1791–1872), österreichischer Schauspieler und Theaterdirektor
- Joseph Lutz (Musiker) (Georg Joseph Lutz; 1801–1879), deutscher Organist, Komponist und Musikpädagoge
- Joseph Lutz (Geistlicher) (1853–1895), französischer Geistlicher, Apostolischer Präfekt von Unter-Niger
- Joseph Lutz (Pädagoge) (1867–1958), deutscher Pädagoge
- Joseph Lutz (General) (1933–1999), US-amerikanischer General
- Joseph Anton Lutz (um 1762–1824), deutscher Maler und Radierer
- Joseph Maria Lutz (1893–1972), deutscher Schriftsteller
- Jörg Lutz (* 1963), deutscher Politiker, Oberbürgermeister von Lörrach
- Jules Lutz (1853–1921), französischer (elsässischer) Pfarrer, Historiker und Bibliothekar
- Julia Lutz (* 1977), deutsche Musikpädagogin und Hochschullehrerin
- Julian Lutz (* 2004), deutscher Eishockeyspieler
- Julius Weber-Lutz (1864–1924), Schweizer Chemiker, Mineraloge und Geologe
- Jürgen Lutz (Kampfsportler) (1952–2019), deutscher Kampfsportler und Boxmanager
- Jürgen Lutz (Fußballspieler) (* 1961), deutscher Fußballspieler

#### K
- Karl Lutz (Statistiker) (1842–1927), Schweizer Lehrer und Statistiker
- Karl Lutz (Politiker) (1875–1969), deutscher Rechtsanwalt und Politiker (CSU)
- Karl Lutz (Archivar) (1896–1982), deutscher Archivar und Museumsleiter
- Karl Lutz (Boxer) (1914–??), österreichischer Boxer
- Karl Lutz (Unternehmer) (1927–2019), deutscher Unternehmensgründer
- Karl F. Lutz (1896–1976), deutsch-US-amerikanischer Fotograf
- Karl Theodor von Lutz (1842–1905), deutscher Politiker und Verwaltungsjurist
- Kellan Lutz (* 1985), US-amerikanischer Schauspieler
- Klaus Lutz (Künstler) (1940–2009), Schweizer Maler, Filmemacher und Performancekünstler
- Klaus Josef Lutz (* 1958), deutscher Unternehmer
- Kurt Lutz (1906–2000), deutscher Architekt

#### L
- Leandro Lutz (* 1982), brasilianischer Biathlet und Skilangläufer
- Leonhard Lutz (1913–1975), deutscher Industriemanager und Staatssekretär
- Louis Charles Lutz (1871–1952), französischer Apotheker und Botaniker
- Ludmila Lutz-Auras (* 1981), deutsche Politikwissenschaftlerin
- Ludwig Lutz (1820–1889), deutscher Spielwarenfabrikant

#### M
- Marcel Lutz (1908–2000), französischer Archäologe
- Margret Zeerleder-Lutz (1674–1750), Schweizer Pietistin
- Maria Lutz (1840–1872), österreichische Theaterschauspielerin und Sängerin
- Maria Lutz-Gantenbein (1902–1986), Schweizer Dichterin
- Marianne Lutz (1939–2018), deutsche Tänzerin, Schauspielerin und Synchronsprecherin
- Mark Lutz (Leichtathlet) (* 1951), US-amerikanischer Leichtathlet und Olympiateilnehmer
- Mark Lutz (Schauspieler) (* 1970), kanadischer Schauspieler
- Markus Lutz (1772–1835), Schweizer Theologe und Historiker
- Martin Lutz (Unternehmer) (1833–1913), deutscher Beamter und Unternehmer
- Martin Lutz (Diplomat) (* 1943), deutscher Diplomat
- Martin Lutz (Musiker) (* 1950), deutscher Kirchenmusiker
- Martin Lutz (Historiker) (* 1977), deutscher Historiker
- Martin Lutz (Journalist), deutscher Journalist
- Martin Lutz (Techniker), deutscher Reinigungstechniker und Autor
- Matilda Lutz (* 1992), italienische Schauspielerin
- Matthias Lutz (* 1966), deutscher Wirtschaftswissenschaftler
- Matthias Lutz-Bachmann (* 1952), deutscher Philosoph
- Max Lutz (Architekt, 1850) (1850–1910), deutscher Architekt
- Max Lutz (Architekt, 1885) (1885–1954), Schweizer Architekt, Innenarchitekt und Maler
- Max Lutz (Architekt, 1923) (1923–2014), Schweizer Architekt
- Max Ryser-Lutz (1939–2020), Schweizer Maler und Musiker
- Michael Lutz (Informatiker) (* 1957), deutscher Informatiker und Hochschullehrer
- Michael Lutz (Fotograf, 1959) (* 1959), deutscher Fotograf und Videokünstler
- Michael Lutz (Fotograf, 1964) (* 1964), deutscher Fotograf, Roman- und Drehbuchautor
- Michael Lutz (* 1982), deutscher Fußballtorhüter
- Michael M. Lutz (1912–1995), deutscher Maler
- Mirjam Lutz (1914–2005), Schweizer Malerin

#### N
- Niclas Lutz (* 1988), deutscher Synchronsprecher
- Nikola Lutz (* 1970), deutsche Komponistin

#### O
- Oliver Lutz (* 1986), deutscher Jazzbassist
- Oskar Lutz (1902–1975), deutscher Politiker
- Oswald Lutz (General) (1876–1944), deutscher General
- Oswald Lutz (Komponist) (1908–1974), österreichischer Komponist, Geiger, Kritiker und Musikpädagoge
- Otto Lutz (Politiker) (1869–1947), österreichischer Jurist, Richter und Politiker (GDVP)
- Otto Lutz (Schriftsteller) (1897–1961), deutscher Schriftsteller
- Otto Lutz (Unternehmer) (1906–1974), deutscher Hochschullehrer, Triebwerkskonstrukteur und Unternehmer
- Otto Lutz (Verleger), deutscher Verleger, Autor und Sittich-Züchter

#### P
- Paul Lutz (Architekt) (1892–1982), Schweizer Architekt
- Paul Lutz (Theologe) (1900–1980), deutscher evangelischer Theologe, Oberkirchenrat und Vorsitzender der Basler Mission – Deutscher Zweig e. V.
- Paul Hugo Lutz (Pseudonym Paul Hugo; 1883–?), Schweizer Schriftsteller
- Peter Lutz (Kupferstecher) (1799–1867), deutscher Kupferstecher
- Peter Lutz (Musiker) (1922–2012), deutscher Musiker und Musikpädagoge
- Peter Lutz (Schriftsteller) (* 1937), deutscher Schriftsteller und Künstler
- Peter Lutz (Boxer) (1947–2016), deutscher Boxer
- Peter Lutz (Rechtsanwalt) (* 1956), deutscher Rechtsanwalt
- Peter Lutz (Reiter) (* 1973/1974), US-amerikanischer Springreiter

#### R
- Raimund Lutz (* 1950), deutscher Jurist
- Rainer Lutz (Psychologe) (* 1943), deutscher Psychologe, Therapeut und Autor
- Rainer Lutz (Eishockeyspieler) (* 1961), deutscher Eishockeyspieler
- Ralph Lutz (1915–1993), deutscher Tiefbauingenieur
- Regine Lutz (1928–2023), Schweizer Schauspielerin
- Richard Lutz (* 1964), deutscher Betriebswirt und Manager
- Robert Lutz (Verleger) (1849–1904), deutscher Redakteur und Verleger
- Robert Lutz (* 1947), US-amerikanischer Tennisspieler, siehe Bob Lutz (Tennisspieler)
- Robert A. Lutz (* 1932), US-amerikanischer Manager
- Roger Lutz (* 1964), deutscher Fußballspieler
- Rolf Lutz (* 1939), deutscher Lehrer, Archivar, Heimatforscher und Publizist
- Rosa Lutz (Sängerin) (1831–1894), österreichische Sängerin
- Rosa Lutz (Musikerin) (1864–1905), österreichische Organistin, Kirchenmusikerin und Musikpädagogin
- Rüdiger Lutz (1953–2006), deutscher Architekt und Zukunftsforscher
- Rudolf Lutz (Kartograf) (1828–1896), Schweizer Kartograf
- Rudolf Lutz (Musiker, 1855) (1855–1903), österreichischer Violoncellist
- Rudolf Lutz (Architekt) (1895–1966), deutscher Architekt und Zeichner
- Rudolf Lutz (Jurist) (* 1938), deutscher Jurist und Richter
- Rudolf Lutz (* 1951), Schweizer Organist, Cembalist, Dirigent und Komponist

#### S
- Samuel Lutz (1674–1750), Schweizer evangelisch−reformierter Pfarrer, Pietist und Autor
- Samuel Lutz (1785–1844) siehe Johann Ludwig Samuel Lutz
- Samuel Lutz-Léchot (* 1944), evangelisch-reformierter Pfarrer und Theologe
- Sandra Lutz Hochreutener (* 1956), Schweizer Musik- und Psychotherapeutin
- Sascha Lutz (* 1983), deutsch-amerikanischer Baseballspieler
- Sebastian Lutz (genannt Hebenstreit; um 1500–1560), Tübinger Zisterzienser-Abt
- Siegfried V. Lutz (1886–1958), deutscher Schriftsteller und Kinobetreiber
- Simon Lutz († nach 1892), deutscher Baumeister
- Sophie Lutz (* 1982), deutsche Schauspielerin
- Stefanie Lutz, deutsche Behindertensportlerin

#### T
- Theo Lutz (1932–2010), deutscher Informatiker und Hochschullehrer
- Theodor Lutz (1841–1890), Schweizer Ingenieur
- Theodor August Lutz (1847–1913), deutscher Apotheker, Sozialist und Politiker (SAP)
- Thomas Lutz (Kunsthistoriker) (* 1956), deutscher Kunst- und Architekturhistoriker
- Thomas Lutz (* 1957), deutscher Historiker
- Thomas Lutz (Tiermediziner) (* 1964), deutscher Veterinärmediziner, Physiologe und Hochschullehrer
- Tilman Lutz (* um 1973), deutscher Sozialpädagoge, Kriminologe und Hochschullehrer
- Tina Lutz (* 1990), deutsche Seglerin

#### U
- Ursula Lutz-Dettinger (1924–2015), deutsche Internistin und Mikrobiologin

#### V
- Volker Lutz (1941–2020), deutscher Chorleiter und Dirigent

#### W
- Walter Lutz (Schriftsteller) (1879–1965), deutscher Schriftsteller
- Walter Lutz (Musiker) (1901–1982), deutscher Violoncellist und Hochschullehrer
- Walter Lutz (Journalist) (1921–2014), Schweizer Journalist und Leichtathlet
- Walther Lutz (Pseudonyme Blasius, Hartmann; 1887–1973), österreichischer Jurist und Schriftsteller
- Werner Lutz (Landrat) (1919–2009), deutscher Landrat
- Werner Lutz (Architekt) (1926–2015), deutscher Architekt
- Werner Lutz (1930–2016), Schweizer Schriftsteller, Maler und Grafiker
- Werner Lutz (Musiker) (1931–2025), US-amerikanischer Musiker
- Werner Lutz (Toxikologe) (* 1944), Toxikologe und Hochschullehrer
- Werner Lutz (Politiker) (1950–2009), deutscher Volkswirt und Politiker
- Wil Lutz (* 1994), US-amerikanischer American-Football-Spieler
- Wilhelm Lutz (Komponist) (um 1822–1903), deutscher Komponist
- Wilhelm Lutz (Architekt) (?–1883), deutscher Architekt
- Wilhelm Lutz (Mediziner) (1888–1958), Schweizer Dermatologe und Hochschullehrer
- Wilhelm Lutz (Dirigent) (1904–1982), deutscher Dirigent
- Wilhelm Lutz (Geograph) (* 1931), deutscher Wirtschaftsgeograph und Hochschullehrer
- Wilhelm Römer-Lutz (1862–1937/1938), Schweizer Architekt
- Wilhelm Friedrich Lutz (1551–1597), deutscher Theologe
- William Lutz (* 1949), Schweizer Maler und Zeichner
- Wolf-Dieter Lutz (* 1935), deutscher Politiker (SPD)
- Wolfgang Lutz (Mediziner) (1913–2010), österreichischer Arzt
- Wolfgang Lutz (Sozialwissenschaftler) (* 1956), österreichischer Demograph
- Wolfgang Lutz (Psychologe) (* 1966), deutscher Psychologe, Psychotherapeut und Hochschullehrer
- Wunibald Lutz (1877–1949), deutscher Politiker (SPD)